# Sigismond II Rákóczi
Sigismond II Rákóczi né à Felsővadász en 1554/1555 et mort le 5 décembre 1608 à Felsővadász, fut un prince de Transylvanie de 1607 à 1608.
Fils de Jean Rákóczi (en hongrois Rákóczi János), il fut élu malgré lui prince de Transylvanie le 11 février 1607. Déjà vieux, il se hâta d'abdiquer dès le 6 février 1608 devant l'alliance des Haïdouks mécontents et de Gabriel Ier Báthory. Il mourut la même année. Son fils Georges Ier Rákóczi sera également prince de Transylvanie.